# Institut aéronautique de Finlande
Suomen Ilmailuopisto Oy (finnois : Institut aéronautique de Finlande) est une école de formation des pilotes professionnels pour les  besoins de l'aviation civile en Finlande.

## Le parcours de formation
Le parcours de formation commence à l'Aéroport d'Helsinki-Malmi, par une formation de licence de pilote privé et, selon la saison, une qualification de vol de nuit.
Puis pendant six mois, la formation continue à Pori sur les règles de vol aux instruments.
Le stagiaire passe alors une licence de pilote commercial et des évaluations pour avion multi-moteur.
La partie théorique de la licence de pilote sera achevée.
Pour être admissible à la licence de pilote de ligne, il faut compléter par 1 500 heures de vol ou pratiquement deux ans d'expérience en tant que copilote. 

## Flotte
| Type               | Nombre |
| ------------------ | ------ |
| Cessna 152         | 9      |
| Cessna 172         | 2      |
| Diamond DA42 NG    | 5      |
| Extra EA-300       | 1      |
| Embraer Phenom 100 | 1      |

## Actionnaires
Finnair détient 49,5 % des actions, l'État finlandais 49,5 % et la ville de Pori, 1 %.